# Mistrovství Evropy v zápasu řecko-římském 1973
Mistrovství Evropy v zápasu řecko-římském 1973 se konalo v Helsinkách, Finsko.

## Výsledky

### Muži
| Kategorie | Zlato               | Stříbro          | Bronz               |
| --------- | ------------------- | ---------------- | ------------------- |
| 48 kg     | Gheorghe Berceanu   | Pavel Christov   | Vladimir Necvetajev |
| 52 kg     | Jan Michalik        | Todor Todorov    | Valerij Aruťunov    |
| 57 kg     | Christo Trajkov     | Juri Sokolov     | Ivan Frgić          |
| 62 kg     | Nelson Davidjan     | Kazimierz Lipień | Harald Hervig       |
| 68 kg     | Šamil Chisamutdinov | Nedko Nedev      | Sreten Damjanović   |
| 74 kg     | Ivan Kolev          | Vítězslav Mácha  | Klaus-Peter Göpfert |
| 82 kg     | Leif Andersson      | Dimitar Ivanov   | Keijo Manni         |
| 90 kg     | Valerij Rezancev    | Stojan Nikolov   | Caj Malmberg        |
| 100 kg    | Nikolaj Balbošin    | Kamen Goranov    | Nicolae Martinescu  |
| +100 kg   | Aleksandar Tomov    | Marek Galiński   | Šota Morchiladze    |